# 第31装甲擲弾兵旅団 (ドイツ連邦陸軍)
第31装甲擲弾兵旅団「ディ・オルデンブルギッシュ」（だい31そうこうてきだんへいりょだん、ドイツ語：Panzergrenadierbrigade 31 "Die Oldenburgische"）は、ドイツ連邦陸軍の旅団の一つ。第11装甲擲弾兵師団隷下にあって、旅団司令部をニーダーザクセン州オルデンブルクに置き、旅団の部隊はヴェーザー川とエムス川の中間域にありニーダーザクセン州北部に駐屯していた。愛称に「ディ・オルデンブルギッシュ」が与えられている。1993年に再編成され第31空挺旅団となっている。

## 歴史

### 第2次編制
1960年7月1日にオルデンブルクにて編成され第11装甲擲弾兵師団の隷下となる。旅団司令部はオルデンブルクに所在するヒンデンブルク兵営で編成準備に取り掛かっていた。1961年時点（陸軍第2次編制）の旅団編成は以下のとおりであった。
- 旅団司令部中隊
- 第311装甲擲弾兵大隊（自動車化）
- 第312装甲擲弾兵大隊（機甲化）
- 第313降下猟兵大隊
- 第314戦車大隊
- 第315砲兵大隊
- 第316補給大隊
- 第317野戦予備大隊（非現役）
- 第310装甲偵察中隊
- 第310特殊武器防護中隊
- 第310装甲工兵中隊
- 第310防空砲兵中隊
- 第310装甲偵察隊

### 第3次編制
1972年から第311装甲擲弾兵大隊と第312装甲擲弾兵大隊にマルダー歩兵戦闘車が配備される。同じ1972年に第310装甲工兵中隊はオルデンブルクからデルメンホルストに移駐する。1975年に第316補給大隊が解隊するが、代替措置として第310整備中隊と第310補給中隊が編成された。

### 第4次編制
1982年（陸軍第4次編制）時点の旅団編成は以下のとおりであった。
- 旅団司令部中隊　在オルデンブルク
- 第311装甲擲弾兵大隊（混成）　在ファーレル
- 第312装甲擲弾兵大隊　在デルメンホルスト
- 第313装甲擲弾兵大隊　在ファーレル
- 第314戦車大隊　在オルデンブルク
- 第315装甲砲兵大隊　在ヴィルデスハウゼン
- 第113野戦予備大隊（非現役）　在オルデンブルク
- 第310駆逐戦車中隊　在オルデンブルク
- 第310装甲工兵中隊　在デルメンホルスト
- 第310整備中隊　在オルデンブルク
- 第310補給中隊　在オルデンブルク

### 第5次編制
1990年（陸軍第5次編制）時点の旅団編成は以下のとおり。
- 旅団司令部中隊　在オルデンブルク
- 第311戦車大隊　在デルメンホルスト
- 第312装甲擲弾兵大隊　在デルメンホルスト
- 第313装甲擲弾兵大隊　在ファーレル
- 第314戦車大隊　在オルデンブルク
- 第315装甲砲兵大隊　在ヴィルデスハウゼン
- 第113野戦予備大隊（非現役）　在オルデンブルク
- 第310駆逐戦車中隊　在オルデンブルク
- 第310装甲工兵中隊　在デルメンホルスト
- 第310整備中隊　在オルデンブルク
- 第310補給中隊　在オルデンブルク

1993年3月に陸軍第5次編制の枠組みに基づいてリップシュタットの第27空挺旅団と合併するため再編成される。これにより第31空挺旅団として新編されレーゲンスブルクのコマンドー空中機動部隊 / 第4師団の隷下におさまる。

## 歴代旅団長
| 代 | 氏名                                                | 着任          | 離任          |
| -- | --------------------------------------------------- | ------------- | ------------- |
| 1  | オットー・ウヒトルツ陸軍准将 Otto Uechtritz         | 1960年10月1日 | 1964年3月31日 |
| 2  | ゲルハルト・ミュンヒ陸軍准将 Gerhard Münch          | 1964年4月1日  | 1968年3月31日 |
| 3  | エドゥアルド・カウマンス陸軍大佐 Eduard Kaumanns    | 1968年4月1日  | 1969年3月9日  |
| 4  | ヴェルナー・クリーガー陸軍准将 Werner Krieger       | 1969年3月10日 | 1971年9月21日 |
| 5  | ヨアヒム・レンジンク陸軍准将 Joachim Rensing        | 1971年9月22日 | 1976年9月16日 |
| 6  | ゲルハルト・ワクター陸軍大佐 Gerhard Wachter        | 1976年9月17日 | 1977年9月16日 |
| 7  | ロルフ・ツェリンク陸軍准将 Rolf Zerling             | 1977年4月1日  | 1983年3月31日 |
| 8  | ハンズヨーン・ブーズ陸軍准将 Hannsjörn Boes         | 1983年4月1日  | 1985年3月31日 |
| 9  | エルンスト・リッシンナ陸軍大佐 Ernst Lissinna       | 1985年4月1日  | 1988年3月31日 |
| 10 | エーリッヒ・ベッカー陸軍大佐 Erich Becker           | 1988年4月1日  | 1990年9月30日 |
| 11 | クラウス・オルスハウゼン陸軍大佐 de:Klaus Olshausen | 1990年10月1日 | 1993年3月31日 |